# Dipterocarpus retusus
Espèce
Classification phylogénétique
Statut de conservation UICN

 EN  : En danger
Le Dipterocarpus retusus est un arbre sempervirent originaire des forêts humides d'Asie, de la famille des Diptérocarpacées.

## Synonymes
- Dipterocarpus macrocarpus Vesque
- Dipterocarpus pubescens Koord. & Valeton
- Dipterocarpus trinervis Blume

Noms vernaculaires : keruing gunong, keruing gunung, keruing, hollong.

## Description
Le Dipterocarpus retusus est un grand arbre pouvant mesurer jusqu'à 45 m de haut. Son écorce grise ou brune s'écaille par plaques. Les feuilles largement ovales sont coriaces, mesurent de 16 à 28 cm de long, comportent 16 à 19 paires de nervures latérales saillantes et se terminent en pointe à l'apex. Leur marge est entière ou sinuée-crénelée. Les fleurs parfumées sont regroupées en racèmes axillaires de 8 à 10 cm de long et portant de 2 à 5 fleurs chacun. Le calice comporte deux segments longs et linéaires et trois segments courts et triangulaires. La corolle est composée de cinq pétales blancs avec une bande rougeâtre, étroitement elliptiques et mesurant de 5 à 6 cm de long. L'ovaire étroitement ovoïde, velu, comporte trois loges, chacune contenant deux ovules. Le fruit, une noix ovoîde et tomenteuse, est prolongé par les segments rougeâtres du calice dont deux sont très allongés et mesurent 19 à 23 cm de long par 3 à 4 cm de large (d'où le nom du genre : « diptérocarpus » ou « graines à deux ailes »). La floraison a lieu de mai à juin et les fruits arrivent à maturité en décembre ou janvier.

## Habitat
Forêts pluvieuses humides et forêts denses sur sols calcaires, jusqu'à 1000 m d'altitude. L'espèce se fait de plus en plus rare dans certaines régions à cause de la perte d'habitat.

## Aire de répartition
On retrouve cette espèce de keruing en Chine, en Inde, au Cambodge, au Laos, au Viêt Nam, au Myanmar, en Thaïlande, en Indonésie et en Malaisie.

## Utilisation
Le bois dense et résineux de cet arbre, à odeur de camphre et de couleur brun rougeâtre, résiste bien aux intempéries et est utilisé pour la fabrication, entre autres, de maisons et de meubles de jardin. La résine de l'arbre est aussi récoltée et utilisée pour calfater la coque des bateaux.